# لقاء أعمى
اللقاء الأعمى أو الموعد الأعمى هو اللقاء الأول بين رجل وامرأة لم يسبق لهما أن اجتمعا من قبلُ وقد نظم اللقاءَ أحد معارفهم المشتركين.
يُرتب الطرفان موعدًا دون أي معلومات تُذكر عن بعضهما البعض، أملًا في ترك انطباعٍ يدوم. عادةً ما يكون أحد أفراد العائلة أو أحد الأصدقاء مسؤولًا عن ترتيب هذا اللقاء، ويكون الموعد دائمًا غير متوقع.
رغم أن أصل هذه العادة غير معروف، يُقال إنها انتشرت في أوائل القرن العشرين في الولايات المتحدة، أو مع بدايات محاولات التوفيق بين الأشخاص في المجتمعات اليهودية في أوروبا الشرقية في القرن التاسع عشر. وقد مرّ وقت طويل منذ ظهور المواعيد الغرامية العمياء، حيث اكتسبت شعبية كوسيلة لتسهيل العلاقات الرومانسية في بيئة مُحكمة وغامضة نوعًا ما.